# Eduardo Parra Pizarro
Eduardo Parra Pizarro (Los Andes, 24 de agosto de 1943) es un poeta y músico multinstrumentista chileno, miembro fundador del grupo Los Jaivas junto con sus hermanos Claudio y Gabriel. En Los Jaivas se desempeñó como tecladista y letrista entre 1963 y 2010, año en que se bajó del escenario definitivamente por razones de salud.

## Biografía

### Infancia y adolescencia
Desde pequeño tuvo una sensibilidad distinta a la de sus hermanos Claudio y Gabriel, también músicos, quienes tenían un carácter más contemplativo y racionalista. Esto lo llevó a simpatizar con la bohemia porteña de Valparaíso, y a huir de su casa a la edad de 15 años, con la idea de recorrer el continente. Las variadas circunstancias de la vida lo obligaron a llegar solo hasta Tocopilla.

### Carrera artística

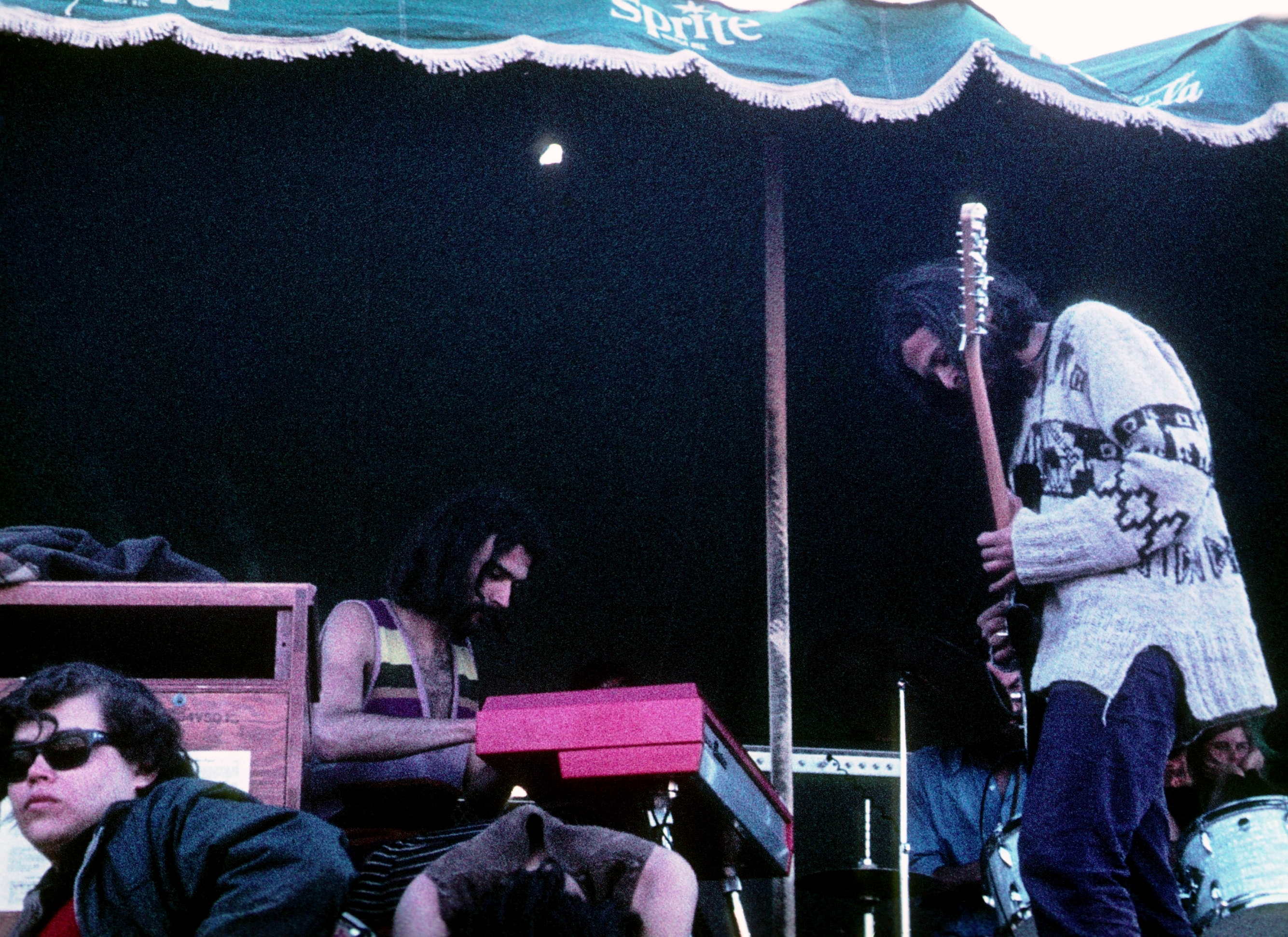
Eduardo Parra (izquierda) junto al Gato Alquinta (derecha) en Los Jaivas en 1970.

Con la creación del grupo, Eduardo asumió la tarea de ser pianista, aunque después comienza a ejecutar el órgano. De hecho, es su órgano eléctrico el que Los Jaivas deben vender para reunir el dinero para poder pagar su primera grabación profesional: El Volantín, de 1971.
Eduardo fue el poeta y escritor del grupo Los Jaivas. Su actividad creativa como literato lo ha llevado a publicar algunos libros, como los poemarios: La Puerta Giratoria (1968),"Pequeño contratiempo justo a final de siglo" (1980), Cuentos de Paciencia-Ficción (1981), Mamalluca (1999), Ruego por ti, Valparaíso (2004), "La isla de la dulzura" (2007) y "Santiago" (2013).
 Además, forma parte del grupo de jóvenes intelectuales que da vida a la actividad cultural de Valparaíso y Viña del Mar en los primeros años de la década de 1970. Con ellos; poetas y escritores, tales como Juan Luis Martínez, Tito Valenzuela, Sergio Badilla Castillo, Juan Cameron, Fernando Rodríguez y Eduardo Embry, pintores, entre ellos, Freddy Flores Knistoff, Jorge Osorio Tejeda, Marco Antonio Hughes, Francisco Rivera Scott, Hugo Rivera Scott y músicos y artistas; Eduardo protagoniza largas jornadas de debates culturales y va conformando la base de su creación lírica.
Aunque el crédito Los Jaivas aparece bajo casi todas ellas, Eduardo es el integrante del grupo que ha aportado la mayor cantidad de letras a la banda. Su verso, cercano a la naturaleza y a la Madre Tierra tanto como a los sentimientos más puros del ser humano, se adapta perfectamente a la creación musical del resto del grupo.
En lo musical, Eduardo es el encargado de entregar, con sus sintetizadores, la atmósfera y los adornos musicales a los temas, a través de característicos e intrincados solos de inusitada belleza y fuerza, como los que aparecen en "Sube A Nacer Conmigo Hermano" de Alturas de Machu Picchu (1981); "Guajira Cósmica" de El Indio (1975); "Canción del Sur", del disco homónimo de 1977, casi todo el disco Obras de Violeta Parra; la "Milonga Carcelaria" de Arrebol (2001) y muchas otras. Asimismo, es el único Jaiva además de Gato en cantar la voz solista de una canción completa: se trata de "El Residente Nacional", de Arrebol, que aprovecha su característica voz baja para desarrollar un tema irónico y chispeante, a la vez que suave y sereno.
Después de 2003, con la muerte de su compañero de banda y amigo Gato Alquinta, su primera reacción fue de no querer volver a los escenarios; sin embargo, rectifican y junto a los hijos de Gato, logran resucitar al grupo y lo mantienen en actividad constante hasta la actualidad.
Durante 2009, anuncia su retiro de los escenarios, producto de las consecuencias de la poliomielitis, que lo afecta desde niño, y que lo ha acompañado durante años. El músico se radicó en París hasta principios del año 2020, junto con su familia, y preparó nuevos libros de poesía, ya alejado del ajetreo de las giras con Los Jaivas.
Eduardo Parra vive sus tranquilos días de retiro en Fusagasugá, un lugar en el que, como le comentó al portal Culto de su país, quiere pasar el resto de sus días.

## Obra

### Poesía
- 1968: La puerta giratoria
- 1980: Pequeño contratiempo justo a final de siglo
- 1981: Cuentos de paciencia-ficción
- 1999: Mamalluca
- 2004: Ruego por ti, Valparaíso
- 2007: La isla de la dulzura
- 2013: Santiago